# Psammogobius
 Psammogobius és un gènere de peixos de la família dels gòbids i de l'ordre dels perciformes.

## Taxonomia
- Psammogobius biocellatus  (Valenciennes, 1837)
- Psammogobius knysnaensis  (Smith, 1935)[2][3][4][5][6][7]